# NGC 1124
NGC 1124 è una galassia lenticolare situata nella costellazione della Fornace, a una distanza di circa 316 milioni di anni luce dalla nostra Via Lattea.

## Scoperta
La galassia è stata scoperta nel 1886 dall'astronomo statunitense Ormond Stone.